# Isocolus scabiosae
Isocolus scabiosae är en stekelart som först beskrevs av Giraud 1859.  Isocolus scabiosae ingår i släktet Isocolus och familjen gallsteklar. Enligt den finländska rödlistan är arten otillräckligt studerad i Finland. Arten är reproducerande i Sverige. Artens livsmiljö är ruderatmarker, vägrenar och banvallar. Inga underarter finns listade i Catalogue of Life.